# Batalla de Poznan
La batalla de Poznan se libró durante la Segunda Guerra Mundial como parte de la ofensiva del Vístula-Óder del Ejército Rojo. Comenzó el 25 de enero de 1945 tras el cerco completo de la ciudad polaca de Poznan (anexionada por el Tercer Reich tras la invasión alemana de Polonia) por parte de unidades del 8.º Ejército de la Guardia soviético al mando del coronel general Vasili Chuikov, que había sido declarada fortaleza («Festung») por la Wehrmacht, y finalizó tras intensos combates el 23 de febrero de 1945 con la rendición de sus últimos defensores alemanes. Se estima que murieron más de 12 000 personas y una parte considerable de los edificios de la ciudad resultaron dañados por los combates.

## Contexto
En el verano de 1944, el éxito de la operación Bagratión, había expulsado completamente a las tropas nazis de Bielorrusia, el este de Polonia (hasta el río Vístula) y de los países bálticos, formando un frente continuo desde el mar Báltico, a lo largo del río Vístula, hasta las estribaciones de los Cárpatos en la frontera con Checoslovaquia, situando al Ejército Rojo a apenas doscientos kilómetros de Berlín.
Después del desastre alemán en Bielorrusia, Hitler y el alto mando alemán declararon que una serie de ciudades, que se encontraban en el camino directo del avance soviético, serían consideradas como «festungen» (fortalezas), en estas fortalezas se ordenó a las guarniciones que, en caso de asedio del ejército Rojo, la ciudad debía ser defendida hasta el último hombre, sin posibilidad de capitulación ni de retirada. Hitler esperaba que las ciudades consideradas como festung pudieran resistir detrás de las líneas soviéticas e interferir con el movimiento de suministros y líneas de comunicación soviéticas. Poznan fue declarada festung en enero de 1945.
El 12 de enero de 1945, tras una larga y compleja preparación, El Ejército Rojo lanzó la ofensiva del Vístula-Óder que infligió una aplastante derrota a las fuerzas alemanas estacionadas a lo largo del río Vístula y avanzó rápidamente hacia el oeste de Polonia y el este de Alemania.
La fortaleza de Poznan estaba defendida por, un número estimado de 60 000 soldados alemanes de una gran variedad de unidades, incluidas unidades del Volkssturm, tropas procedentes de la Luftwaffe, la policía y candidatos a oficiales muy motivados, pero mal armados y entrenados. Frente a ellos estaban las experimentadas y fogueadas tropas del 8.º Ejército de la Guardia del coronel general Vasili Chuikov, los vencedores de la batalla de Stalingrado.
Un elemento esencial de la defensa de la ciudad también lo formaron las instalaciones de la fortaleza de Poznan, que, sin embargo, datan del siglo XIX y solo responde parcialmente a las exigencias de la época. Consistían en dieciocho fortalezas exteriores y obras intermedias, espaciados a intervalos de aproximadamente dos kilómetros en un anillo circular con un radio de, aproximadamente, cinco kilómetros alrededor de la ciudad, así mismo la fortaleza de Poznan contaba con cuatro fortalezas interiores y las llamadas «obras centrales», la ciudadela ubicada en una colina que domina la ciudad. La fortaleza de Poznan tenía un total de seis baterías de artillería de fortaleza. El general Chuikov describió los fuertes como:

... estructuras subterráneas, cada una con varios pisos, todo sobresaliendo del terreno circundante apenas unos metros. Solo se veía un montículo sobre el suelo: una capa de tierra cubría el resto. Cada fuerte estaba rodeado por una zanja antitanque de diez metros de ancho y ocho metros de profundidad, con paredes revestidas con ladrillos. Al otro lado de la zanja había un puente que conducía a uno de los pisos superiores. Entre los fuertes, en la parte trasera, había búnkeres de ladrillo de un piso. Estos estaban revestidos de hormigón de casi un metro de espesor y se utilizaban como almacenes. Las obras superiores de los fuertes eran lo suficientemente fuertes como para proporcionar una protección suficiente contra el fuego de artillería pesada... el enemigo podía disparar contra nosotros todo tipo de fuego tanto en los accesos a los fuertes como dentro de ellos, en la muralla. Las troneras eran tales que desde ellas se podía dirigir fuego de flanqueo con rifles y ametralladoras.

Durante la ocupación nazi de Poznan, la fortaleza de Poznan ganó notoriedad como campo de concentración nazi, donde murieron hasta 20 000 polacos. Entre 1940 y 1945, Fort Grolman y Fort Rauch formaron el núcleo del campo Stalag XXI-D PoW donde permanecían retenidos prisioneros de guerra principalmente británicos.
A diferencia de los defensores alemanes, que, aparte del apoyo y suministro aéreo bastante esporádicos, estaban de hecho completamente solos, los atacantes soviéticos, cuyo número se estima en unos 100 000, no solo podían contar con el apoyo de su fuerza aérea, que ejerció un control casi ilimitado del aire en el área de combate, sino que también recibió suficientes suministros de artillería. Las tropas soviéticas estaban formadas por varias unidades del 1er Ejército de Tanques de la Guardia y del 69.º Ejército, pero sobre todo las del 8.º Ejército de la Guardia, que soportaron la peor parte de los combates. Fueron apoyados por alrededor de 5000 soldados polacos y alrededor de 2000 habitantes que participaron de diversas formas, especialmente en la batalla por la ciudadela de Poznan en la fase final de la batalla.
Arthur Greiser (1897-1946), el Gauleiter del Reichsgau de Wartheland, había huido de Posen con los miembros de su personal y de su familia, la noche del 20 de enero de 1945. Antes de eso, los defensores de la ciudad, que había sido declarada fortaleza, habían sido alertados a las 5:25 a. m. y se les había instruido que Posen debía ser defendido a cualquier precio. El mayor general Ernst Mattern, comandante de la guarnición de Poznan, fue nombrado comandante de la fortaleza.
El 20 de enero, se fue de Poznan, el mando del 21 Distrito Militar y el aparato de la Gestapo, pero antes de huir habían asesinado a los presos de la prisión de la calle Młyńska, el Cuartel General de la Gestapo, hoy Casa del Soldado.
El 20 de enero, el Gauleiter Arthur Greiser y el comandante del Festung Posen, el mayor general Ernst Mattern, ordenaron a la población étnica alemana que abandonara Poznań y se dirigiera hacia el oeste. La evacuación de aproximadamente 70 000 personas, oficinas, industria y funcionarios se convirtió en una fuga marcada por el pánico. La mayoría de la población urbana polaca —según algunas estimaciones, hasta 150 000 de un total de alrededor de 200 000 personas— decidió permanecer en la ciudad y apenas podía hacer más que esperar los próximos acontecimientos.

## Batalla

### Cerco de la ciudad

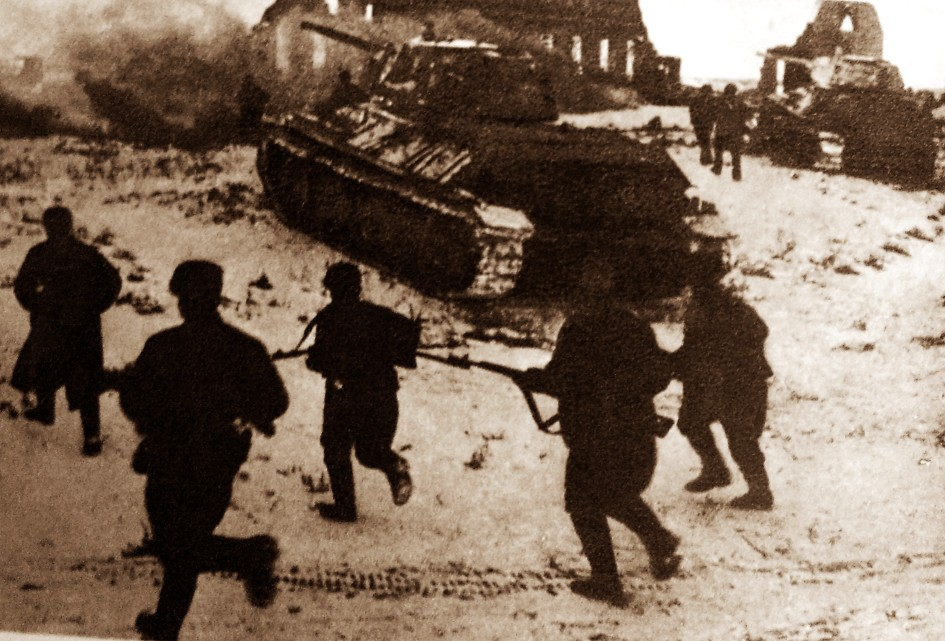
Tropas soviéticas durante la batalla de Poznan

El 21 de enero de 1945, el 1.er Ejército de Tanques de la Guardia al mando de Mijaíl Katukov, soviético cruzó el río Varta al norte de la ciudad, y posteriormente, el 24 de enero, estableció una serie de cabezas de puente al sur de Poznan, siguiendo los principios del Ejército Rojo, de la «operación en profundidad» (en ruso: Glubokaia Operatsiia; que establece que las unidades móviles soviéticas no deben enfrentarse en combate cuerpo a cuerpo a posiciones fuertes enemigas), las unidades blindadas de Katuzov, rodearon la ciudad y continuaron su avance hacia el oeste en dirección al río Óder, dejando la destrucción de la guarnición sitiada a unidades de infantería del segundo escalón.
El 25 de enero, el 8.º Ejército de la Guardia soviético se desplegó alrededor de la ciudad y comenzó una reducción sistemática de los puntos fuertes de la fortaleza de Poznan. El mismo día los soviéticos comenzaron el ataque sistemático a las fortificaciones y al día siguiente los soldados de las 27.º y 74.º Divisiones de Fusileros de la Guardia tomaron dos fuertes en el sur del anillo de la fortaleza, Este éxito inicial soviético dejó un hueco en el anillo defensivo de la ciudad.
Aunque el Reichsführer-SS Heinrich Himmler recientemente nombrado Comandante en Jefe del Grupo de Ejércitos Vístula, había enviado un mensaje a los defensores de Posen el mismo día en el que manifestaba que «no los defraudaría», su destino ya estaba sellado en este punto. En el lado alemán, no había fuerzas disponibles para el envío de ayuda y tanto Himmler como Hitler rechazaron poco después una «solicitud para eliminar la ocupación de Poznan».
El 28 de enero, el alto mando alemán relevó al mayor general Ernst Mattern como comandante de la fortaleza y lo reemplazó por un nazi convencido, el mayor general Ernst Gonell. El cual impuso una disciplina draconiana a la guarnición alemana. En algunos casos, las tropas alemanas que intentaban rendirse fueron fusiladas por su propio bando.

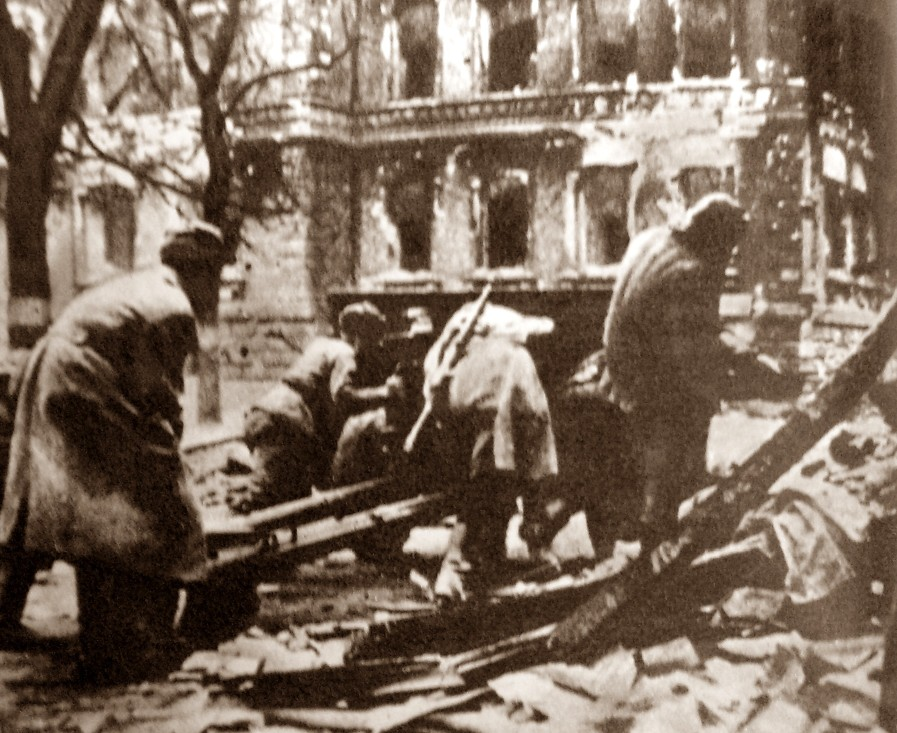
Artillería soviética abre fuego contra posiciones alemanas durante la batalla de Poznan

En última instancia, la reducción de la fortaleza de Posen consumió los esfuerzos de cuatro divisiones del ejército de Chuikov y dos divisiones del 69.º Ejército del coronel general Vladímir Kolpakchi. Las Divisiones de Fusileros 117.º y 312.º del 91.º Cuerpo de Fusileros del 69.º Ejército se desplegaron en el lado este de la ciudad. Al norte, la 39.ª División de Fusileros de la Guardia del 28.º Cuerpo de Fusileros de la Guardia de Chuikov, y al sur, el 29.º Cuerpo de Fusileros de la Guardia de Chuikov compuesto por las 27.ª, 74.ª y 82.ª Divisiones de Fusileros de la Guardia se alinearon contra la fortaleza. En el suburbio suroeste de Junikowo, el 11.° Cuerpo de Tanques de la Guardia tomó posiciones para bloquear cualquier intento alemán de retirada.

### Conquista de la ciudad
En un encarnizado combate en el que se redujeron los fuertes que defendían la periferia de la ciudad y se tomaron varios bloques de la ciudad, los soviéticos lograron empujar a los defensores alemanes hacia el centro de la ciudad y la ciudadela. A principios de febrero de 1945, la mayor parte de la ciudad había sido liberada y, para el 12 de febrero, los alemanes solo ocupaban la imponente ciudadela.
El mayor general Gonell había creído anteriormente que otras fuerzas alemanas atacarían y relevarían a sus fuerzas sitiadas, pero el 15 de febrero se dio cuenta de que esto no iba a ocurrir. Indignado, ordenó a sus tropas que estaban al este del río Warta que intentaran escapar, unos 2000 soldados alemanes lograron infiltrarse entre las líneas del Ejército Rojo y dirigirse hacia el oeste la noche siguiente.

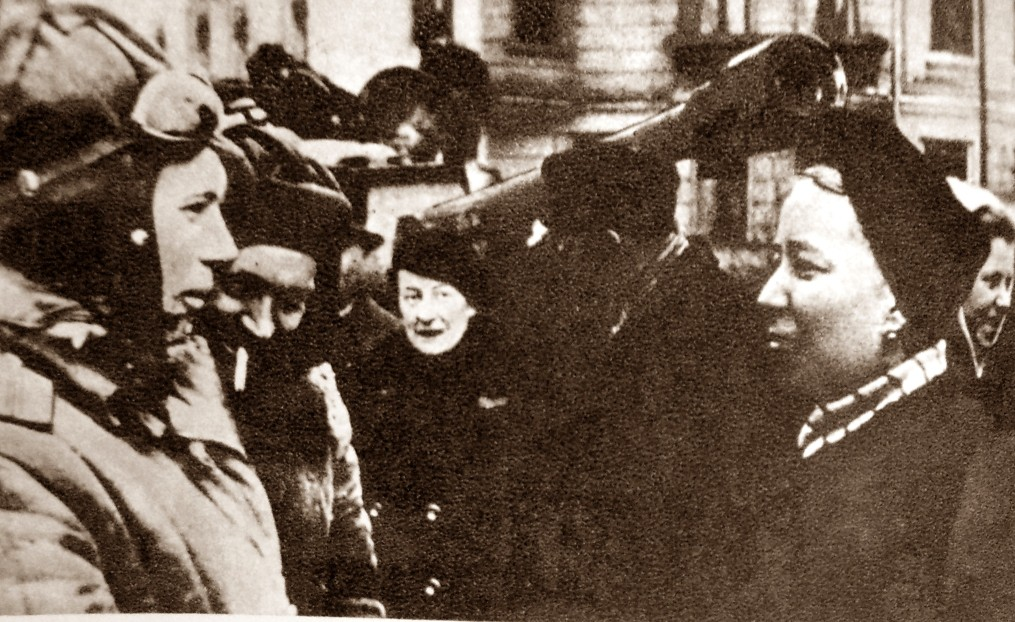
La población civil de Poznan recibe a los tanquistas soviéticos

Dispuesto contra la ciudadela estaba el 29.º Cuerpo de Fusileros de la Guardia, con la 27.º División de Fusileros de la Guardia al norte, la 82.º División de Fusileros de la Guardia al suroeste y la 74.º División de Fusileros de la Guardia al sureste. El último asalto soviético a la ciudadela comenzó el 18 de febrero. Al igual que había hecho durante la fase final de la Batalla de Stalingrado, Chuikov hizo preceder el bombardero de artillería con altavoces que emitían música lúgubre combinada con mensajes que presentaban la rendición como única forma de salvar la vida. A los alemanes se les dijo que no había esperanza alguna de escapar, puesto que la línea del frente se hallaba en ese momento a más de doscientos kilómetros al oeste.

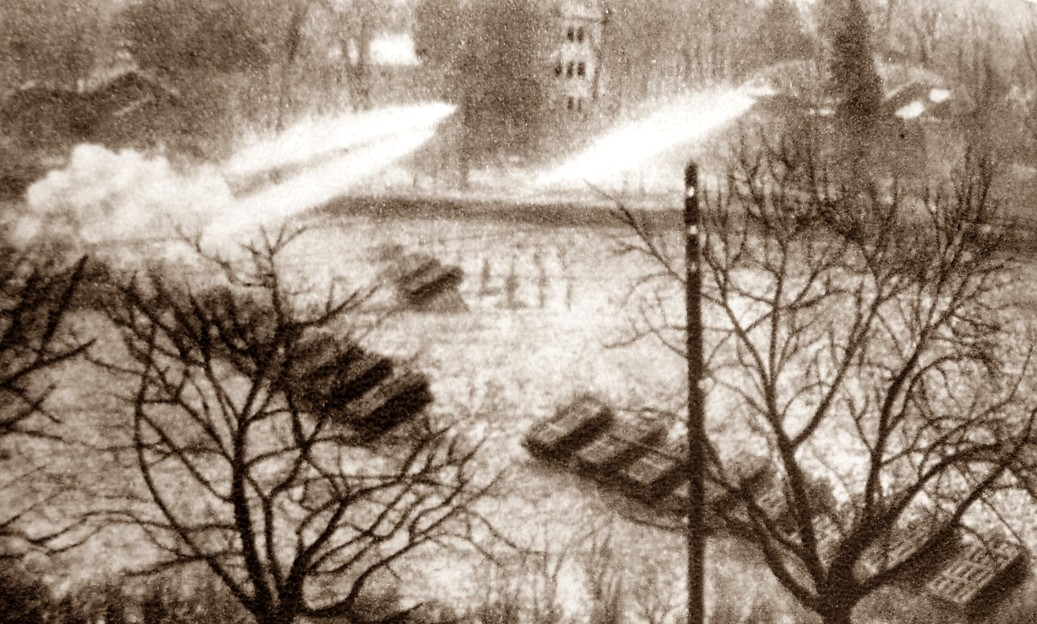
Lanzacohetes Katiusha bombardean los últimos reductos de resistencia alemana en la Ciudadela

La artillería soviética había comenzado el proceso de debilitamiento de las posiciones alemanas nueve días antes, si bien en la mañana del 18 de febrero, se utilizaron mil cuatrocientos cañones, morteros y lanzacohetes Katiusha para el bombardero de cuatro horas. Ante las tropas del Ejército Rojo había una profunda zanja emparejada por una empinada muralla en el lado opuesto. En un extraño eco de la guerra medieval, las fuerzas soviéticas utilizaron escaleras para cruzar este obstáculo, pero se vieron arrolladas por el fuego de los reductos de la ciudadela. Estos reductos tardaron casi tres días en neutralizarse; uno fue silenciado con lanzallamas y explosivos, la línea de fuego del otro fue bloqueada por escombros arrojados frente a los puntos de fuego por tropas soviéticas exasperadas. Cuando persistía la resistencia desde determinados edificios o reductos, se empleaba un obús de 203 mm que hacía saltar las paredes dejando el interior al descubierto.
Después de construir un puente provisional, los tanques del Ejército Rojo y los cañones de asalto cruzaron los terrenos principales de la ciudadela a principios del 22 de febrero, comenzando la lucha final por la antigua fortaleza. En este punto, el mayor general Gonell dio permiso a sus tropas para intentar escapar, pero ya era demasiado tarde. En la noche del 22 al 23 de febrero, Gonell extendió una bandera nazi sobre el suelo de su dormitorio para tumbarse sobre ella y suicidarse de un tiro en la cabeza.

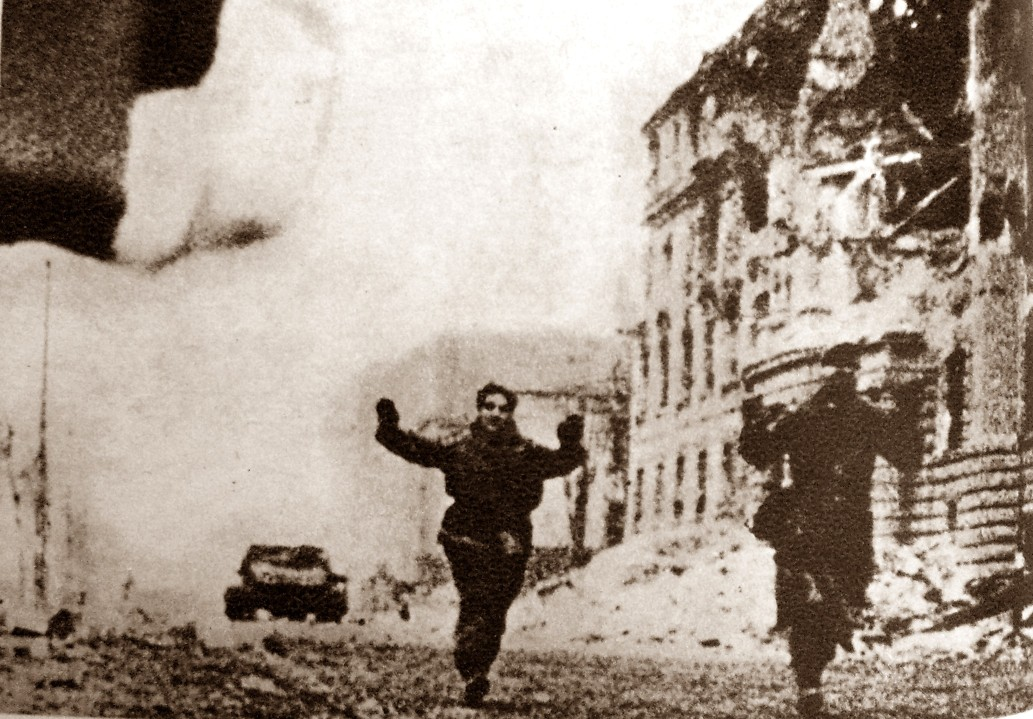
Rendición de las últimas tropas alemanas que aún resistían en la Ciudadela

Esa misma noche, el mayor general Mattern, una vez más a cargo de las fuerzas alemanas, rindió los 12 000 soldados alemanes restantes al general Chuikov, poniendo así fin a la batalla de Poznan.

## Consecuencias
La caída de Posen ilustra el completo fracaso de la estrategia de Hitler de poder detener o al menos frenar el avance soviético mediante la creación de las llamadas Fortalezas. En vista de su enorme superioridad material y efectivos, el Ejército Rojo podía permitirse continuar su avance y dejar atrás los correspondientes contingentes de tropas de infantería, para posteriormente destruir las «fortalezas» de Hitler. Este sabía que dichas fortalezas estaban condenadas al fracaso, puesto que la falta de combustible y de aviones de que adolecía la Luftwaffe, hacía imposible su abastecimiento por aire, además su política privó al Grupo de Ejércitos Vístula de tropas con experiencia. Desde el punto de vista militar, la defensa de las numerosas ciudades del Frente Oriental que habían sido declaradas «fortalezas» fue un sacrificio completamente insensato de decenas de miles de vidas humanas.
La batalla dejó más de la mitad (90 % en el centro de la ciudad) de Poznan severamente dañada por el fuego de artillería y los efectos del combate de infantería en la ciudad. La batalla redujo definitivamente el antiguo sistema de fortalezas prusianas que hoy se erige principalmente como monumentos. a una era militar anterior. Finalmente, el resultado de la batalla simplificó los esfuerzos de reabastecimiento soviéticos entre Varsovia y el río Óder.
Más de 5000 soldados alemanes que cayeron en la batalla están enterrados en el cementerio de Milostowo. Se estima que los soviéticos tuvieron más de 12 000 bajas en el punto medio de la batalla alrededor del 3 de febrero de 1945. Hoy, el sitio de la Ciudadela de Poznań es un gran parque, en el que se encuentran los restos de algunas de las fortificaciones, un monumento al Ejército Rojo, cementerios militares y un museo militar que contiene exhibiciones relacionadas con la batalla de 1945.